# Møborg Kirke
Møborg Kirke er en kirke landsbyen Møborg på Møborg Bakkeø i det nordlige Vestjylland, ca. 18 km vest for Holstebro. Den er bygget af granitkvadre i første halvdel af 1100-tallet, og tårnet af mursten er siden tilføjet i 1509. Klokken fra samme år er støbt i Flensborg.
Da kirken skulle bygges, lå byggestenene en dag neden for bakken. Hændelsen førte til et sagn om en utilfreds trold, og i 2024 blev en "trold" af rest-træ bygget med en kirkeklokke, efter at byen Møborg havde samlet 600.000 kr ind til byggeriet.